# بونی لانگفورد
بونی لانگفورد (انگلیسی: Bonnie Langford؛ زادهٔ ۲۲ ژوئیهٔ ۱۹۶۴) رقصنده و هنرپیشه اهل بریتانیا است. وی از سال ۱۹۷۰ میلادی تاکنون مشغول فعالیت بوده‌است.
از فیلم‌ها یا برنامه‌های تلویزیونی که وی در آن نقش داشته‌است می‌توان به دکتر هو اشاره کرد.